# Бад-Клайнен
Бад-Клайнен (нем. Bad Kleinen) — община в Германии, в земле Мекленбург-Передняя Померания.
Входит в состав района Северо-Западный Мекленбург. Подчиняется управлению Дорф Мекленбург-Бад Клайнен. Население составляет 3668 человек (на 31 декабря 2010 года). Занимает площадь 23,43 км².
Коммуна подразделяется на 8 сельских округов.